# Мартин Красицький
Марцін (Мартин) Красіцький (пол. Marcin Krasicki; 1574 - 7 вересня 1631 або 1633) - польський шляхтич, галицький урядник Корони Польської в Речі Посполитій. Меценат, дипломат.

## Біографія
Народився в 1574 році. Батько - Станіслав Красицький (бл.1540 - 1602, перемиський каштелян), матір - дружина батька Анна Журавинська (перед цим була дружиною Бернарда Потоцького).
Молоді роки провів за навчанням в Інґольштадті, Римі, пізніше служив у цісарському війську під наглядом архикнязя Карла II. 1596 р. отримав Болімовське староство, від батька Красічин у Перемиській землі. 1601 року отримав староство Любомльське.
1613 року був обраний послом на Сейм. В 1616 році: протестував проти обрання послом Сейму Яна Щасного Гербурта (причина - проти Гербурта подали позов щодо його видавничої діяльності); також отримав Перемиське староство. 1617 р. отримав львівське каштелянство. В цьому ж році брав участь в поході проти татар під командуванням Станіслава Жолкевського; пізніше в битві проти козаків на р. Рось. 1629 р. став подільським воєводою.
Марцін Красіцький любив пишноту, але поховати себе наказав скромно, одягнутим в одяг ченця-кармеліта, покладеним в труну, яка мала залишитись у крипті костелу кармелітів босих у Перемишлі. Був одним з найбільших меценатів того часу:
- перебудова палацу в Красичині (1598 - 1633)
- розпочав розбудову замку в Перемишлі.

Був фундатором костелів:
- кармелітів босих у Перемишлі
- Св. Мартина в Красичині.

Він створив також «каса допомоги» для убогих. 1631 p. був послом Сигізмунда III Вази до цісаря Фердинанда.
Дружина - Барбара Тарновська гербу Роля. Нащадків не мали.
Помер, за даними пам'ятної таблиці в костелі кармелітів у Перемишлі, 7 вересня 1631. .

## Галерея

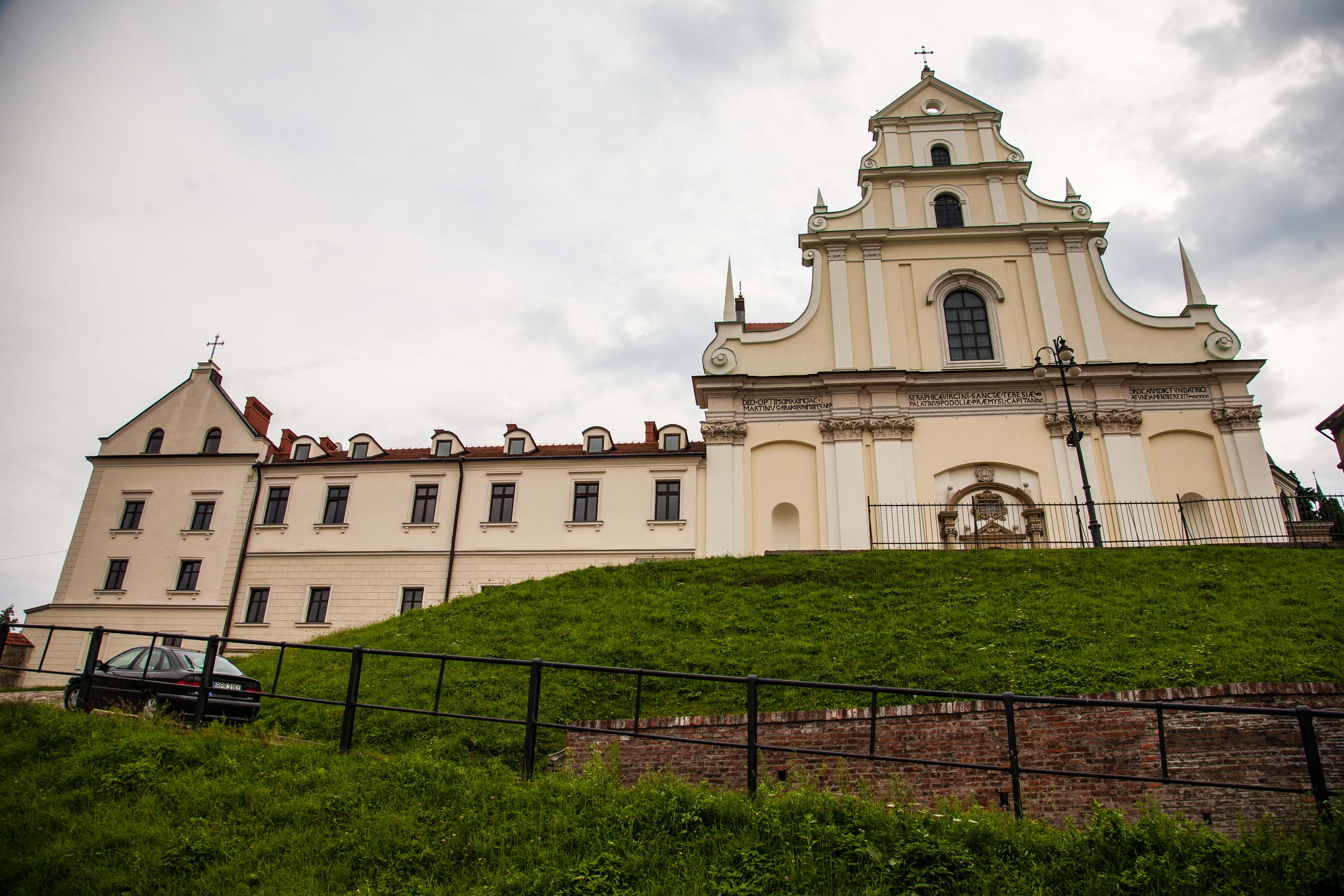
Вигляд на костел Святої Терези з вулиці Кармелицької
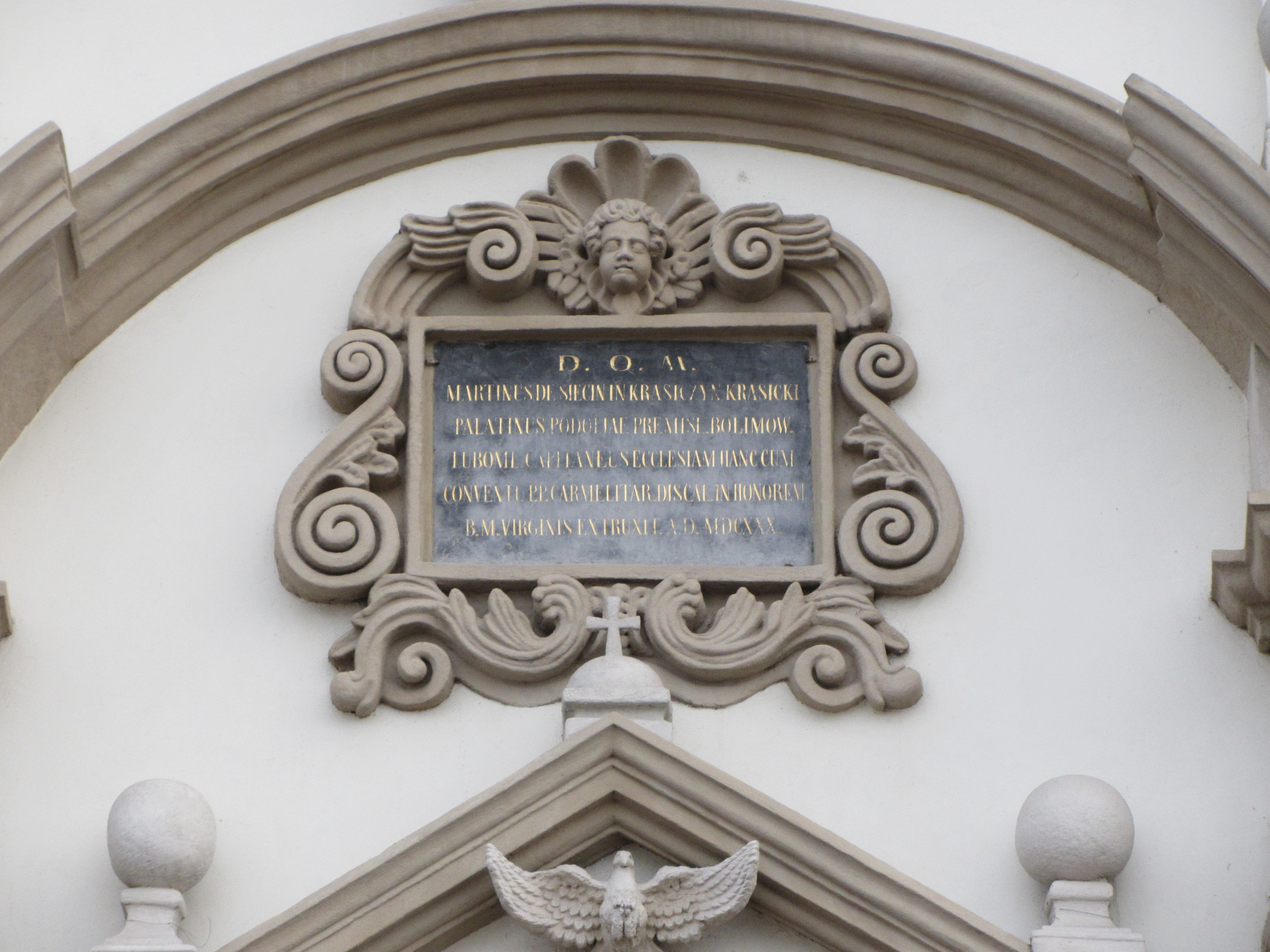
Пам'ятна дошка над головним порталом
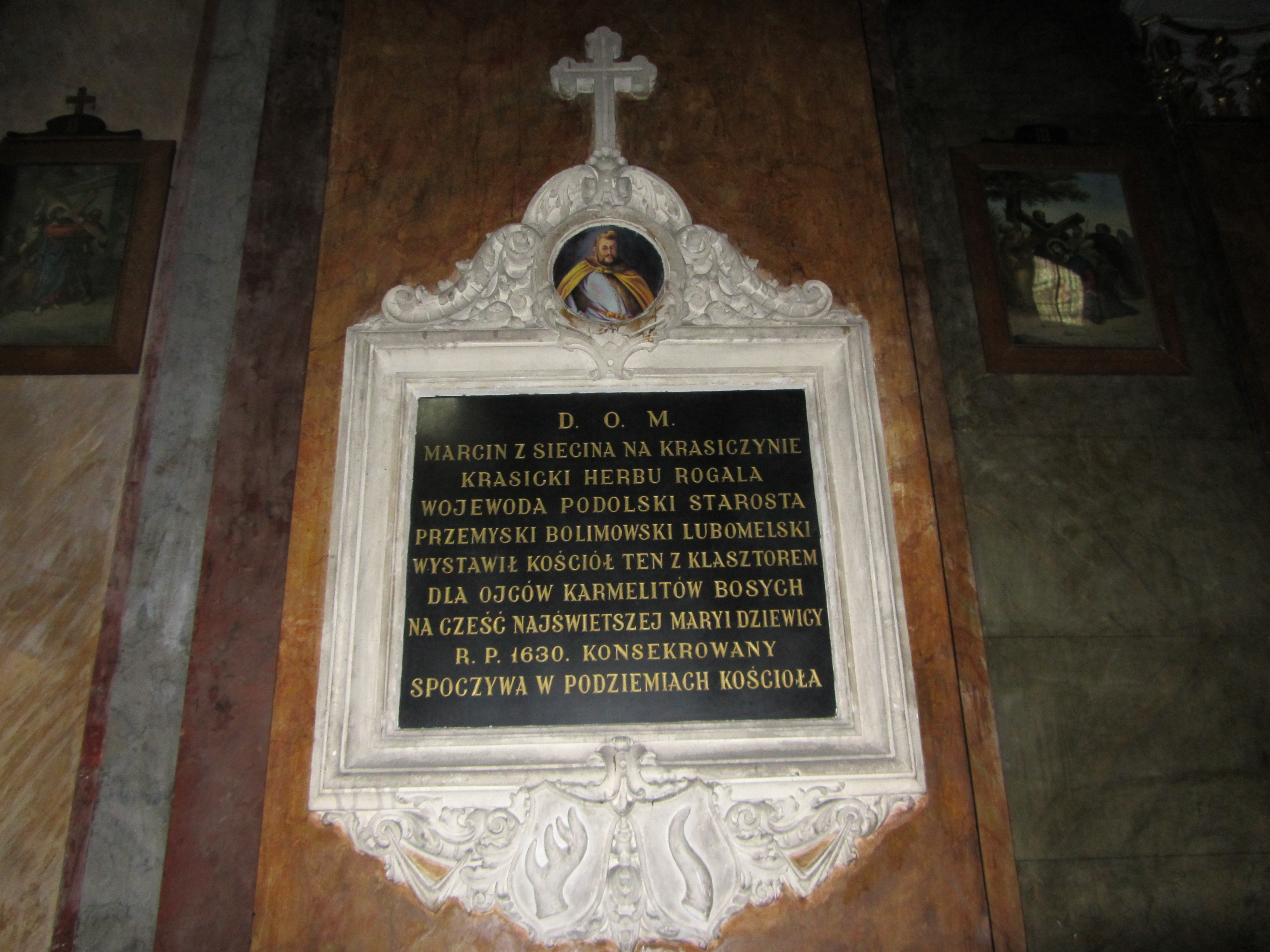
Меморіальна дошка, присвячена фундатору костелу
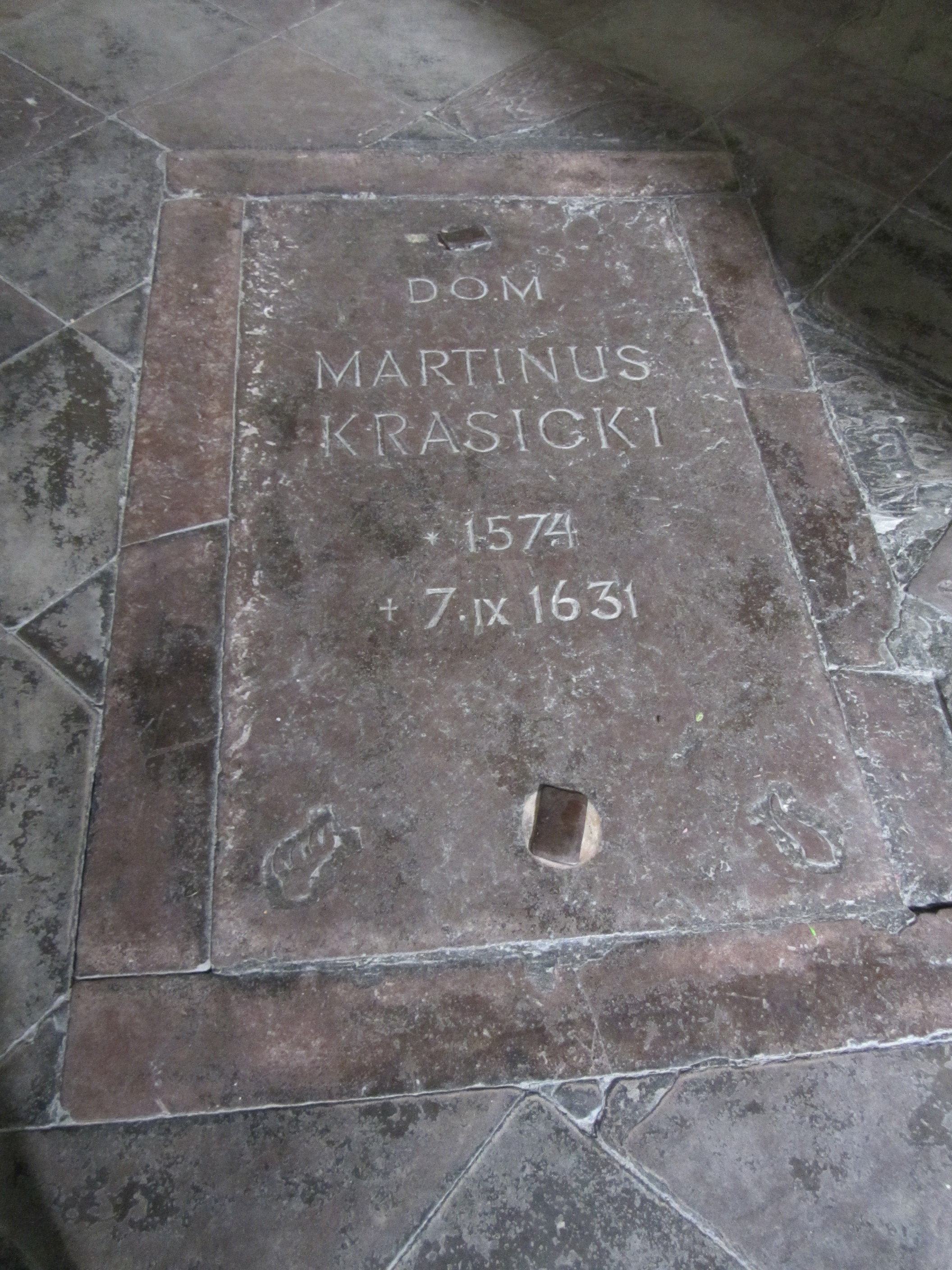
Могила Марціна Красицького